# Hirtshals
Hirtshals anhörenⓘ [hiʀdshalʔs] ist eine dänische Hafenstadt im Nordwesten Jütlands, die seit der Kommunalreform 2007 zur Hjørring Kommune gehört. In der 88 km² großen Stadt leben 5347 Einwohner (Stand 1. Januar 2025). Zwei der wichtigsten Wirtschaftszweige bilden der Tourismus sowie das Gewerbe rund um den Hirtshalser Hafen.
Von 1970 bis 2006 bildete die Stadt den Hauptort der Kommune Hirtshals.

## Etymologie
Im 16. Jahrhundert war auf holländischen Seekarten der Name Hartzhals (Hirschhals) verzeichnet, da Seeleute im Höhenzug, auf dem später der Leuchtturm errichtet wurde, eine Ähnlichkeit mit dem Hals eines Hirsches zu erkennen meinten. Nach der Errichtung des Leuchtturms 1863 verdrängte der Name Hirtshals die bisherige Bezeichnung des Fischerdorfes, Lilleheden, das nach einem nahegelegenen Bauernhof benannt worden war.

## Wirtschaft

### Verkehr

#### Bahn
Hirtshals ist Endpunkt der Bahnstrecke Hjørring–Hirtshals. Mit Stand 2018 verkehren die Personenzüge zwischen Hjørring und Hirtshals halbstündlich (zu Schwachlastzeiten stündlich) mit einer Fahrzeit von 22 Minuten.

#### Hafen

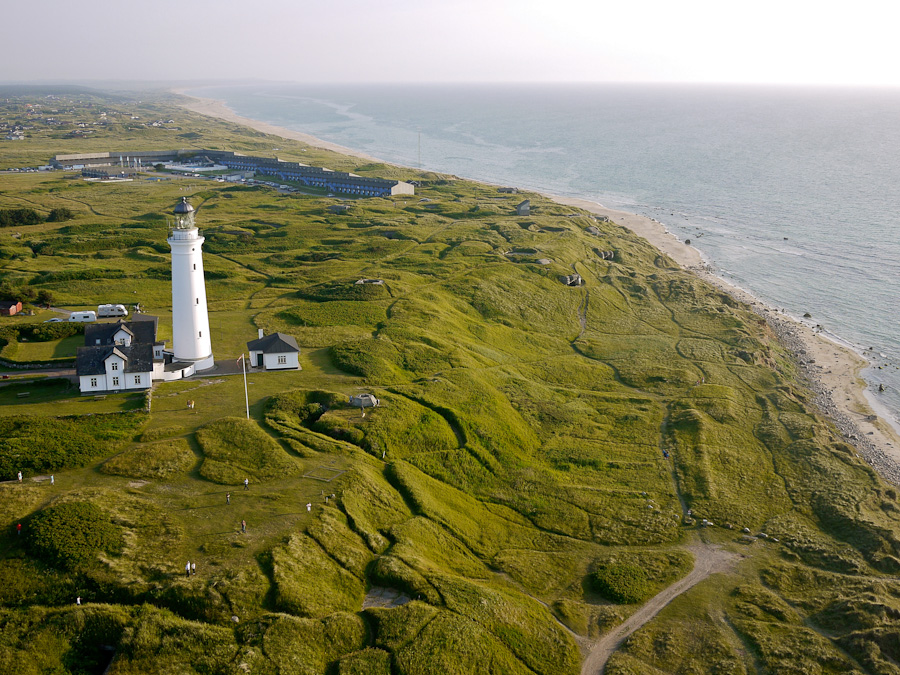
Der Leuchtturm von Hirtshals und Überreste des Atlantikwalls

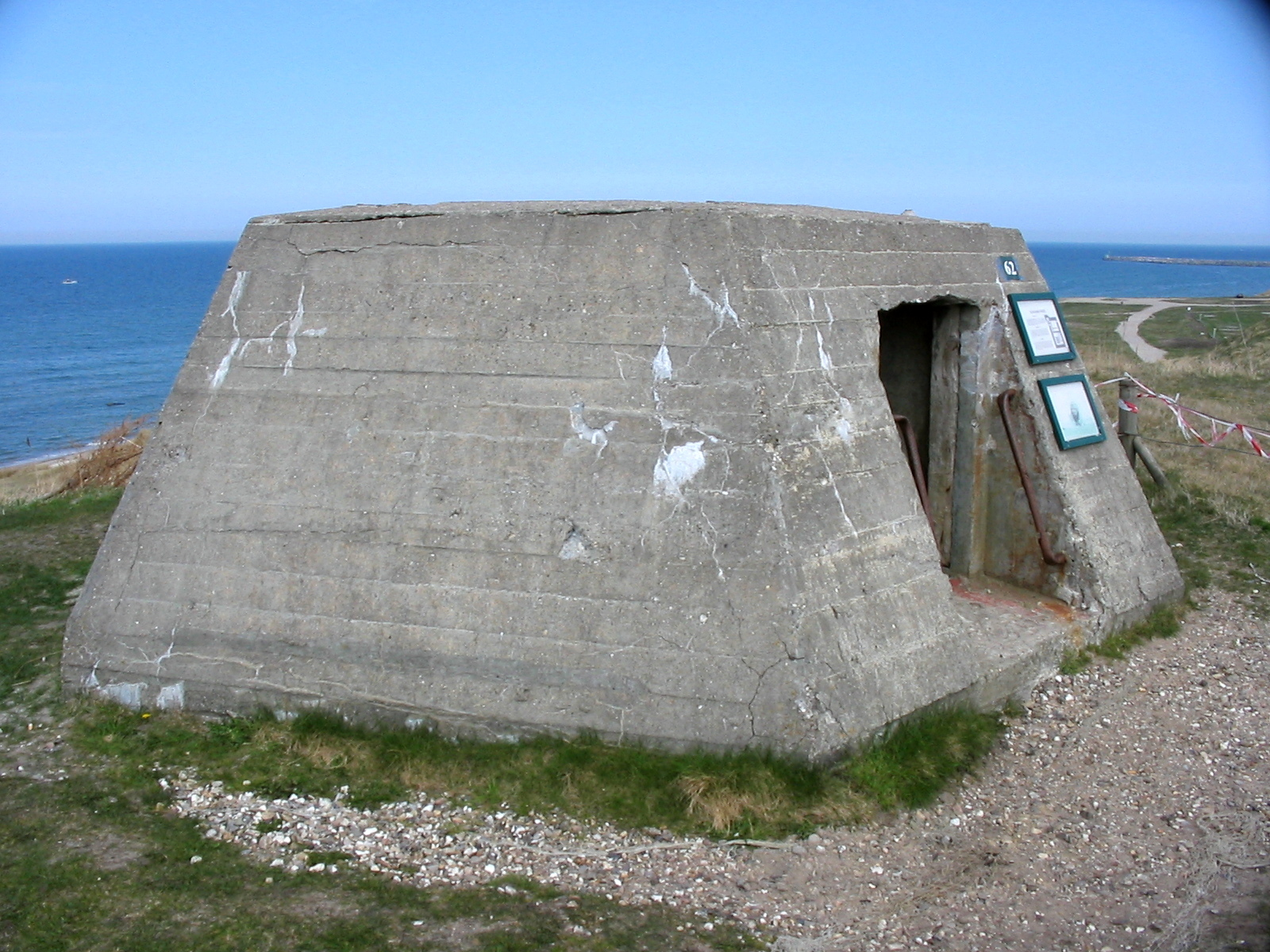
Radarbunker (für Radargerät Würzburg) im Freilichtmuseum

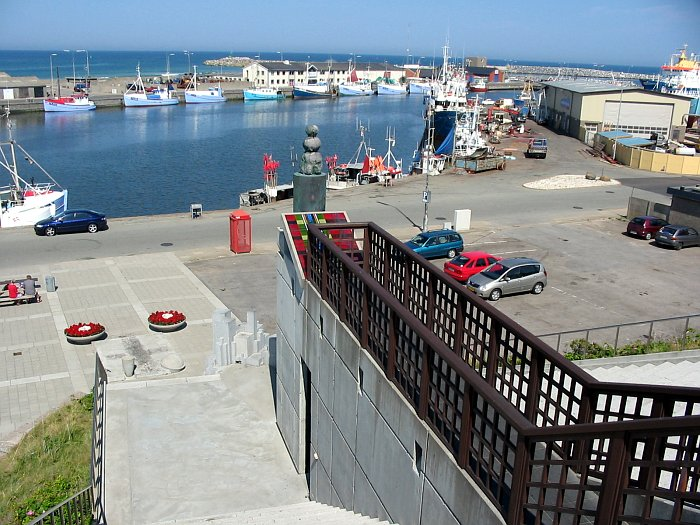
Fischereihafen mit dem Treppenmonument von Dorte Dahlin und Mogens Møller (1997)

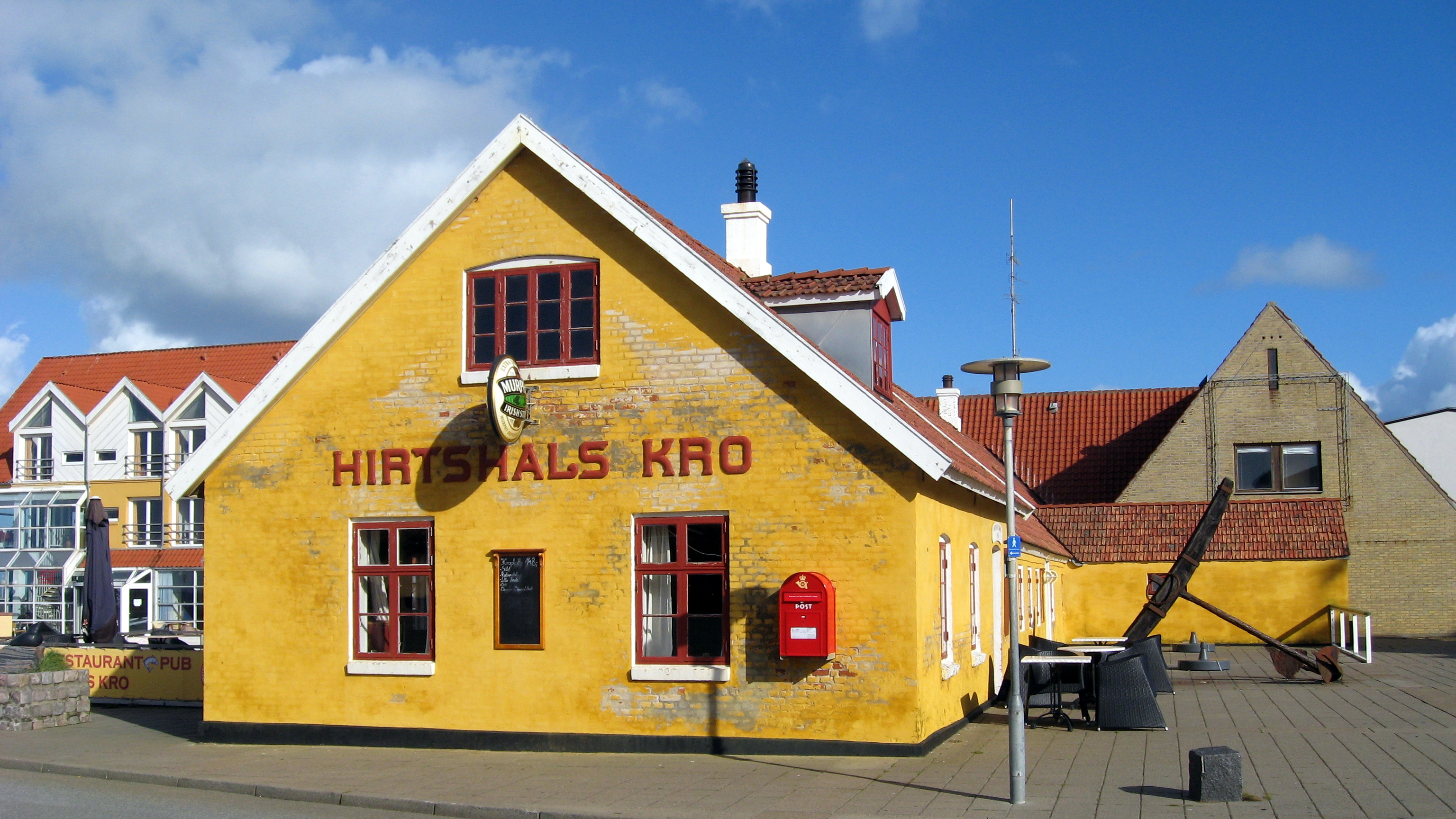
Irish Pub am Markt Grønne Plads

Der Fischereihafen ist mit 200 registrierten Fischereischiffen der zweitgrößte Dänemarks; etwa 90 % des hier angelandeten Fisches gelangen in den Export. Der Hafen hat aber auch Bedeutung als Verkehrshafen, unter anderem bestehen Fährverbindungen nach Norwegen (Color Line, Island und Fjord Line) sowie zu den Färöer-Inseln und nach Island mit der Smyril Line. Die Verbindung Hirtshals – Kristiansand zählt zu den wichtigsten Fährverbindungen zur Skandinavischen Halbinsel.
Direkt über dem Hafen befindet sich eine von der Malerin und Grafikerin Dorte Dahlin und dem Bildhauer Mogens Møller gestaltete doppelte Freitreppe (1997). Auf dem Ausguck zwischen den Treppen steht eine Granitskulptur und ein farbenfrohes Glasmosaik.

## Tourismus
Am Kystvejen oberhalb des Steilufers liegt ein Campingplatz, der nicht nur wegen des Meerblickes beliebt ist, sondern auch gern als Zwischenstopp für Wohnmobile auf dem Weg von oder nach Norwegen genutzt wird.

### Sehenswürdigkeiten
Die Stadt ist Standort des maritimen Museums Nordsee-Ozeanarium, zu dem das größte Meerwasseraquarium Europas gehört. Das Aquarium wurde bei einem Brand am 16. Dezember 2003 zerstört, auch ein selten gehaltener Mondfisch verendete. Am 22. Juli 2005 konnte das Ozeanarium neu eröffnet werden; zwei neue Mondfische bevölkern wieder das Meeresaquarium.
Der von Niels Sigfred Nebelong (Architekt des Viborger Doms) entworfene Leuchtturm von Hirtshals wurde 1863 errichtet. Er ähnelt dem Skagener Leuchtturm des gleichen Architekten. Das Gebäude hat 144 Treppenstufen und eine Leuchthöhe von 57 Metern. Alle 30 Sekunden wird ein weißes Licht mit einem kräftigen Blinkzeichen ausgestrahlt. Der Turm bietet eine weite Aussicht über die Stadt und ihr Umland mit der Tannisbucht in östlicher Richtung und Rubjerg Knude im Süden.
Die unterhalb des Leuchtturms erhaltenen Bunker des Atlantikwalls stehen seit 1997 unter Denkmalschutz und sind als Bunkermuseum Hirtshals 10. Batterie der Öffentlichkeit zugänglich. Die ausgedehnten Laufgräben und Geschützstellungen können gratis und rund um die Uhr besichtigt werden. Im Bunker 2 wurde eine Ausstellung installiert. 1942/43 ließ die Wehrmacht auf dänische Kosten die Betonbauten errichten. Mit Kriegsende übernahm sie die dänische Armee, weshalb sie relativ gut erhalten sind.
Eine weitere Attraktion ist die sieben Kilometer südlich gelegene Dysse von Tornby, der nördlichste Dolmen des Landes.

## Persönlichkeiten
- Ivy York Möller-Christensen (* 1956), Philologin
- Lene Espersen (* 1965), dänische Politikerin
- Anne Sofie Espersen (* 1973), Schauspielerin